# El Arenal, El Arenal
El Arenal är en ort i Mexiko.   Den ligger i kommunen El Arenal och delstaten Hidalgo, i den sydöstra delen av landet, 90 km norr om huvudstaden Mexico City. El Arenal ligger 2 047 meter över havet och antalet invånare är 3 318.
Terrängen runt El Arenal är huvudsakligen kuperad, men åt nordväst är den platt. Runt El Arenal är det ganska tätbefolkat, med 90 invånare per kvadratkilometer. Närmaste större samhälle är Actopan, 6,3 km nordväst om El Arenal. Omgivningarna runt El Arenal är i huvudsak ett öppet busklandskap.